# 서운산업로
서운산업로(Seounsaneop-ro)는 인천광역시 계양구 서운동에 있는 도로로, 총 연장은 685m이다. 도로의 명칭이 유래된 것은 봉오대로와 아나지로를 연결하는 서운동 중소기업 단지내 중심도로로, 산업 발전을 이룩하길 바라는 의미에서 부여되었다.

## 역사
- 2010년 3월 15일 : 도로명으로 서운산업로를 고시

## 주요 경유지
- 계양구
  - 서운동

## 접촉하는 도로
- 아나지로
- 봉오대로

## 주요 건물 및 시설
- 국제강관판매 (서운산업로 22/서운동 147-8)
- 엘림빌딩 (서운산업로 27/서운동 147-3)
- 서운테크 (서운산업로 55/서운동 149-79)